# 娄宿增十四
娄宿增十四，即白羊座15 （15 Ari）或白羊座AV，是一颗位于白羊座的恒星，距离地球约700光年。
白羊座15的视星等为+5.72。